# Porte de Wissembourg (Haguenau)
La porte de Wissembourg est un monument historique situé à Haguenau, dans le département français du Bas-Rhin.

## Localisation
Ce bâtiment est situé à Haguenau, sur un rond-point en jonction avec la Grand'rue, le boulevard de la Libération, la Mare aux Canards, la route de Wissembourg.

## Historique
L'édifice fait l'objet d'une inscription au titre des monuments historiques depuis 1930.
Son état actuel date d'une modernisation de la troisième enceinte datée du XVIe siècle comme en témoignent le style des canonnières, des baies et de niche à fronton avec armoiries bûchées ainsi que certaines marques de tâcherons qui date de 1574.
La porte de Wissembourg est un monument historique situé à Haguenau, dans le département français du Bas-Rhin. 
Il a été construit sur un plan rectangulaire en brique et en grès avec de nombreuses marques de tâcherons. Son pont fut dynamité pendant la Seconde Guerre mondiale.
La Porte de Wissembourg, partie basse d'une porte de l'enceinte de la ville, remonte au XIVe siècle. Son état actuel date d'une modernisation de la troisième enceinte datée du XVIe siècle comme en témoignent le style des canonnières, des baies et de niche à fronton avec armoiries bûchées ainsi que certaines marques de tâcherons qui date de 1574.
L'édifice fait l'objet d'une inscription au titre des monuments historiques depuis 1930. Sa fonction, comme toutes les portes, est l'accès au quartier nord de la ville de Haguenau. La porte de Wissembourg est un vestige bien conservé car reconstruit, d'une ancienne muraille aujourd'hui disparue. Autrefois, à droite de ce monument, se trouvait une ancienne école primaire Saint-Nicolas, elle a été détruite à la fin de la Seconde Guerre mondiale.